# Paul Héroult
Paul Louis-Toussaint Héroult (10 de abril de 1863 – 9 de maio de 1914) foi um cientista francês. Inventou a eletrólise do alumínio e desenvolveu o primeiro forno a arco elétrico de sucesso comercial.

## Vida e carreira
Paul Héroult leu o tratado sobre o alumínio de Henri Sainte-Claire Deville quando tinha quinze anos de idade. Na época o alumínio era tão caro como a prata e era usado principalmente como artigo de luxo e joalheria. Héroult almejava torná-lo mais barato.
Conseguiu realizar seu intento quando descobriu o processo de eletrólise do alumínio em 1886. No mesmo ano, nos Estados Unidos, Charles Martin Hall (1863–1914) descobriu independentemente o mesmo processo. Por esta razão o procedimento é denominado Processo Hall-Héroult.
A segunda maior contribuição de Héroult foi o primeiro forno a arco elétrico para a produção de aço de sucesso comercial em 1900. Em 1905, Paul Héroult foi convidado para seguir para os Estados Unidos como conselheiro técnico de diversas companhias, em particular para a United States Steel e a Halcomb Steel Company. A Halcomb instalou o primeiro forno Héroult nos Estados Unidos.